# Klingonz
Klingonz és un grup irlandès de psychobilly format l'any 1988 a Dublín obsessionat amb els pallassos assassins. La seva formació original estava composta per Titch com a cantant, Doyley a la guitarra, Strangy al contrabaix i Mocker a la bateria. Strangy va ser substituït per Eddie després de l'àlbum, Blurb, i es va unir a Numbskulls. Mick, de Phantom Rockers, va reemplaçar més endavant a Doyley a la guitarra. El 1998 aquesta formació va gravar un EP titulat The Mad are Sane sota el nom de Looper.
Doyley i Strangy van formar després Celtic Bones. Amb tot, Klingonz es va reconstituir amb la formació original el 2001 i va continuar girant i gravant.

## Discografia

### Àlbums d'estudi
- Psycho's From Beyond (1988, Fury Records/2001, Crazy Love Records)[5]
- Ghastly Things (1990, Rumble Records)
- Blurb (1990, Fury Records)
- Mong (1990, Fury Records)
- Flange (1991, Fury Records)
- Jobot (1992, Fury Records)
- Bollox (1994, Fury Records)
- Up Uranus (2003, Crazy Love Records)
- Klownz'R'us (2016, Drunkabilly Records)
- Unmakeupable (Wreckin' Bones Records, 2024)

### EP
- Lost In Space (2003, Ring Sting Records)

### Recopilatoris
- The Best of Klingonz (1995, Fury Records)
- 20 Years...Still Stompin' (2007, Ring Sting Records)